# 遥優衣
遥 優衣（はるか ゆい、1985年3月15日 - ）は、日本のAV女優。現在は

## 略歴
2004年1月、『新人、デジタルモザイク 遥優衣』でMOODYZよりセルデビュー。

## 作品

### アダルトビデオ
- 新人、デジタルモザイク 遥優衣（2004年1月15日、MOODYZ）※デビュー作
- 新人、ドリームウーマン 遥優衣（2004年2月15日、MOODYZ）
- 悪戯痴女 10代の女の子に痴女られるビデオ 遥優衣（2004年3月15日、MOODYZ）
- 「強淫絶頂1」（2004年4月17日、プレステージ）
- 最高のオナニーのために 21世紀オナニー 遥優衣（2004年5月1日、MOODYZ）
- 僕らの街の風俗アイドル 遥優衣（2004年6月1日、MOODYZ）
- みんな大好き 尻フリPET 遥優衣（2004年7月1日、MOODYZ）
- 大人の保育園 2（2004年8月15日、MOODYZ）
- IDOL宅配便 遥優衣（2004年9月17日、メディアバンク）
- 美少女監禁レイプ 遥優衣（2004年10月1日、MOODYZ）
- 私のカラダ 遥優衣（2004年10月15日、メディアバンク）
- 僕の妹は新米淫語ナース 遥優衣（2004年11月15日、MOODYZ）
- 夢の一夫多妻制 〜僕のモテまくり新婚性活〜（2005年1月1日、MOODYZ）共演：長谷川いずみ、春菜まい
- 僕専属、メイド。 遥優衣（2005年1月15日、MOODYZ）
- 夢の一夫多妻制 愛妻とっかえひっかえ新婚セックスライフ（2005年2月1日、MOODYZ）共演：長谷川いずみ、春菜まい
- 使い捨てM奴隷 遥優衣（2005年2月15日、MOODYZ）※引退作？
- 拘束トランス BEST（2005年7月1日、MOODYZ）他出演：辻めぐ、鈴木麻奈美、小川音子、井上雅、野々宮りん、南波杏、森下理音、小泉キラリ、稲葉みさき、萩原めぐ